# Squaliforma tenuicauda
Squaliforma tenuicauda är en fiskart som först beskrevs av Steindachner, 1878.  Squaliforma tenuicauda ingår i släktet Squaliforma och familjen Loricariidae. IUCN kategoriserar arten globalt som livskraftig. Inga underarter finns listade i Catalogue of Life.